# Spermacoce paolii
Spermacoce paolii är en måreväxtart som först beskrevs av Emilio Chiovenda, och fick sitt nu gällande namn av Bernard Verdcourt. Spermacoce paolii ingår i släktet Spermacoce och familjen måreväxter. Inga underarter finns listade i Catalogue of Life.